# Lukas Foss
Lukas Foss (* 15. August 1922 als Lukas Fuchs in Berlin; † 1. Februar 2009 in New York) war ein US-amerikanischer Komponist und Dirigent deutscher Herkunft.

## Leben
Lukas Fuchs – wie er gebürtig hieß – musste als Jude mit seiner Familie 1933 aus Deutschland emigrieren. Er erhielt eine erste musikalische Ausbildung in Paris, unter anderem bei Noël Gallon, Lazare Levy und Felix Wolfes, bevor er von 1937 bis 1940 in den USA am Curtis Institute of Music und anschließend am Boston University Tanglewood Institute bei Sergei Kussewizki und an der Yale University bei Paul Hindemith studierte. Seit 1944 war er Pianist beim Boston Symphony Orchestra. Von 1950 bis 1952 studierte er in Rom.
Von 1952 bis 1962 war er Professor und Orchesterleiter an der University of California in Los Angeles. Danach leitete er das Sinfonieorchester in Buffalo, seit 1972 das Jerusalem Symphony Orchestra. Zugleich war er 1972/73 „Composer in Residence“ an der Manhattan School of Music in New York. Von 1981 bis 1986 war er Dirigent des Milwaukee Symphony Orchestra. 1989/90 wirkte er am Tanglewood Music Center und wurde 1991 Professor an der School for the Arts der Boston University.
1962 wurde Foss in die American Academy of Arts and Letters und 1963 in die American Academy of Arts and Sciences gewählt.

## Werke
Neben drei Opern und drei Balletten, zwei Sinfonien, zwei Klavierkonzerten, einem Oboen-, einem Cello- und einem Klarinettenkonzert, kammermusikalischen Werken, Kantaten und Liedern komponierte Foss ab 1960 auch zahlreiche experimentelle Werke.
- The Prairie, Kantate, 1942
- The Gift of the Magi, Ballett, 1945
- The Jumping Frog of Calaveras County, Oper nach einer Erzählung von Mark Twain, 1949
- Griffelkin, Oper, 1955
- Symphony of Chorals, 1956/58
- Introductions und Goodbys, Oper, 1959
- Time Cycle, 1960
- Echoi für Klarinette, Cello, Schlagzeug und Klavier, in vier verschiedenen Versionen spielbar, 1963
- Thirteen Ways of Looking at a Blackbird, 1978
- Elytrés für elf bis zweiundzwanzig Instrumente
- Non-Improvisation
- Paradigm für fünf Musiker, die Instrumente spielen, flüstern, sprechen und schreien
- Men at Play für vier bis sechs Spieler und Tonband
- Geod für vier Orchestergruppen
- Fragmente des Archilochos für Kontratenor, Sprecher, vier kleine Chöre und einen großen Chor, Mandoline, Gitarre und drei Schlagzeuger
- Renaissance Concerto, 1990